# Фріда Густавссон
Фріда Гу́ставссон (швед. Frida Gustavsson; нар. 6 червня 1993, Стокгольм, Швеція) — шведська супермодель  та акторка.

## Кар'єра
Фріда Густавссон розпочала кар'єру моделі у 2008 році. Поворотним моментом стало підписання контракту з відомим модельним агентством IMG в 2009 році, невдовзі після того, як вона відкрила показ осінньої колекції модного будинку Валентино в Парижі. Після цього Густавссон взяла участь у показах Louis Vuitton, Chanel, Lanvin, Carolina Herrera, Fendi, Christian Dior, Jil Sander, Alexander McQueen, Anna Sui, Marc Jacobs, Michael Kors, Calvin Klein, Oscar de la Renta, Emilio Pucci , Celine, Hermès, Jean Paul Gaultier, Dolce & Gabbana, Givenchy, Yves Saint Laurent, Ralph Lauren, Bluemarine та Versace.
Закінчила шведське відділення коледжу St. Martins у червні 2011 року.
Вона була визнана однією з найбільш затребуваних моделей весни 2010 року, після Касії Страс, Лью Вен і Констанс Яблонської.
Густавссон з'являлася на обкладинках таких журналів, як Elle, W, Numéro, американського, італійського, французького та японського Vogue, L'Officiel і Crash. У березні 2010 вона з'явилася на обкладинці німецької версії Vogue .
Взяла участь у рекламних кампаніях для таких брендів, як Marc Jacobs, Daisy by Marc Jacobs, Etro, J. Estina, Noir, Jill Stuart, Anna Sui, Paul & Joe , Mystic та Vagabond.
У 2011 році Фріда Густавссон отримала нагороду в номінації «Шведська модель року», яку засновує журнал Elle .
У 2022 році виконала роль Фрейдіс Еріксдоттір в американському історичному телесеріалі "Вікінги: Вальгалла".

## Особисте життя
З 29 травня 2015 року одружена з фотографом Яльмаром Рехліном.

## Фільмографія
| Рік       |   | Українська назва   | Оригінальна назва | Роль                               |
| --------- | - | ------------------ | ----------------- | ---------------------------------- |
| 2019      | с | Відьмак            | The Witcher       | Ма/Візенна, мати Ґеральта з Рівії. |
| 2022—2023 | с | Вікінги: Вальгалла | Vikings: Valhalla | Фрейдіс Еріксдоттір                |